# Fotbal Club Metaloglobus București 2025-2026
Questa voce raccoglie le informazioni riguardanti il Fotbal Club Metaloglobus București nelle competizioni ufficiali della stagione 2025-2026.

## Stagione
Nella stagione 2025-2026 il Metaloglobus disputa per la prima volta nella sua storia il campionato di Liga I, dopo aver battuto il Politehnica Iași nello spareggio promozione-retrocessione della stagione precedente. Poiché lo Stadio Metaloglobus non è omologato per la Liga I, la squadra gioca le proprie partite casalinghe allo Stadio Clinceni, situato nell'omonima località del distretto di Ilfov.

## Divise e sponsor
Lo sponsor tecnico per la stagione 2025-2026 è Jako.
| Casa | Trasferta |

## Organigramma societario
Area tecnica
- Allenatore: Mihai Teja
- Allenatore in seconda: Cristian Ghinoiu
- Allenatore dei portieri: Mihai Toader
- Delegato: Lucian Cristian Cazan
- Preparatore atletico: Ionel Colonel

Area sanitaria
- Medico sociale: Sebastian Culman
- Massaggiatori: Bogdan Crăciun, Constantin Righel

## Rosa
Rosa e numerazione aggiornate al 13 agosto 2025.
| N. |                       | Ruolo | Calciatore                 |
| -- | --------------------- | ----- | -------------------------- |
| 1  | Romania (bandiera)    | P     | George Gavrilaș (capitano) |
| 2  | Romania (bandiera)    | D     | Cosmin Achim               |
| 4  | Romania (bandiera)    | D     | George Caramalău           |
| 5  | Spagna (bandiera)     | C     | Damià Sabater              |
| 6  | Capo Verde (bandiera) | C     | Bruno Carvalho             |
| 7  | Romania (bandiera)    | C     | Laurențiu Liș              |
| 8  | Romania (bandiera)    | C     | Răzvan Milea               |
| 9  | Serbia (bandiera)     | A     | Stefan Višić               |
| 10 | Capo Verde (bandiera) | A     | Ely Fernandes              |
| 11 | Romania (bandiera)    | C     | Dragoș Huiban              |
| 12 | Brasile (bandiera)    | P     | Júnior Morais              |
| 10 | Romania (bandiera)    | D     | Constantin Toma            |
| 13 | Romania (bandiera)    | D     | Andrei Sava                |
| 14 | Romania (bandiera)    | D     | Alexandru Gheorghe         |

| N. |                                 | Ruolo | Calciatore           |
| -- | ------------------------------- | ----- | -------------------- |
| 15 | Romania (bandiera)              | C     | Alexandru Irimia     |
| 16 | Romania (bandiera)              | C     | Raoul Banu           |
| 17 | Ghana (bandiera)                | C     | Moses Abbey          |
| 18 | Costa d'Avorio (bandiera)       | D     | Christ Kouadio       |
| 19 | Bosnia ed Erzegovina (bandiera) | D     | Omar Pašagić         |
| 20 | Paesi Bassi (bandiera)          | C     | Desley Ubbink        |
| 21 | Romania (bandiera)              | D     | David Irimia         |
| 22 | Romania (bandiera)              | C     | Robert Neacșu        |
| 23 | Romania (bandiera)              | D     | Gabriel Dumitru      |
| 24 | Paesi Bassi (bandiera)          | C     | Yassine Zakir        |
| 29 | Romania (bandiera)              | C     | Adrian Sârbu         |
| 30 | Francia (bandiera)              | C     | Aboubacar Camara     |
| 33 | Romania (bandiera)              | P     | Alexandru Soare      |
| 34 | Romania (bandiera)              | P     | Cristian Nedelcovici |

## Calciomercato

### Sessione estiva(dall'1/7 al 30/9)
| Acquisti         | Acquisti           | Acquisti            | Acquisti      |
| R.               | Nome               | da                  | Modalità      |
| ---------------- | ------------------ | ------------------- | ------------- |
| D                | Cosmin Achim       | Agricola Borcea     | svincolato    |
| D                | Aboubacar Camara   | FC U Craiova        | prestito      |
| D                | Bruno Carvalho     | Tirsense            | svincolato    |
| D                | Gabriel Dumitru    | CSA Steaua Bucarest | svincolato    |
| D                | Omar Pašagić       | Hebar Pazardzhik    | svincolato    |
| C                | Moses Abbey        | FC U Craiova        | prestito      |
| C                | Ely Fernandes      | Afumați             | svincolato    |
| C                | Alexandru Gheorghe | Rapid Bucarest      | svincolato    |
| C                | Damià Sabater      | Inter Escaldes      | svincolato    |
| C                | Desley Ubbink      | Bihor Oradea        | svincolato    |
| Altre operazioni |                    |                     |               |
| R.               | Nome               | da                  | Modalità      |
| C                | Andrei Mihăilă     | Sport Team Bucarest | fine prestito |

| Cessioni | Cessioni        | Cessioni            | Cessioni      |
| R.       | Nome            | a                   | Modalità      |
| -------- | --------------- | ------------------- | ------------- |
| D        | Saeed Issah     | Hermannstadt        | fine prestito |
| D        | Adrian Nicolae  | Petrolul Ploiești   | fine prestito |
| C        | Serges Ekollo   | ASA Târgu Mureș     | svincolato    |
| C        | Răzvan Florea   | CSA Steaua Bucarest | fine prestito |
| C        | Georgian Honciu | Chindia Târgoviște  | svincolato    |
| A        | Daniel Sandu    | Oțelul Galați       | svincolato    |

## Risultati

### Liga I

#### Prima fase

##### Girone di andata
| Arbitro: | Vlad Băban |

|                   |           |                                        |
| Codrea 53’ (aut.) | Marcatori | 29’ Macalou 55’ Thiam 76’, 90+1’ Lukić |

| Arbitro: | Iulian Călin |

|                         |           |                      |
| Căpușă 3’ Ia.Stoica 40’ | Marcatori | 58’ Zakir 77’ Huiban |

| Arbitro: | Gabriel Mihuleac |

|  |           |                                       |
|  | Marcatori | 2’ Ludewig 7’ Roche 35’ (rig.) Grozav |

| Arbitro: | George Roman |

|                      |           |            |
| Ișfan 36’ Tănasă 65’ | Marcatori | 54’ Huiban |

| Arbitro: | Cristian Moldoveanu |

|  |           |            |
|  | Marcatori | 15’ Cîrjan |

| Arbitro: | Sorin Vădana |

|                        |           |                     |
| Purece 84’, 90’ (rig.) | Marcatori | 17’ (aut.) Aganović |

| Clinceni 22 agosto 2025, ore 20:30 EEST 7ª giornata | Metaloglobus | – referto | Rapid Bucarest | Stadio Clinceni |

| Mioveni 30 agosto 2025, ore 17:00 EEST 8ª giornata | Argeș Pitești | – referto | Metaloglobus | Stadio Orășenesc |

| Clinceni 13 settembre 2025, ore 17:00 EEST 9ª giornata | Metaloglobus | – referto | CFR Cluj | Stadio Clinceni |

| Miercurea Ciuc 18 settembre 2025, ore 15:00 EEST 10ª giornata | Csíkszereda | – referto | Metaloglobus | Stadio Municipal Miercurea Ciuc |

| Clinceni 27 settembre 2025, ore 17:00 EEST 11ª giornata | Metaloglobus | – referto | Botoșani | Stadio Clinceni |

| Galați 4 ottobre 2025, ore 17:00 EEST 12ª giornata | Oțelul Galați | – referto | Metaloglobus | Stadio Oțelul |

| Clinceni 18 ottobre 2025, ore 17:00 EEST 13ª giornata | Metaloglobus | – referto | FCSB | Stadio Clinceni |

| Clinceni 25 ottobre 2025, ore 17:00 EEST 14ª giornata | Metaloglobus | – referto | U Craiova | Stadio Clinceni |

| Arad 1 novembre 2025, ore 17:00 EET 15ª giornata | UTA Arad | – referto | Metaloglobus | Stadio Francisc von Neuman |

##### Girone di ritorno
| Cluj-Napoca 8 novembre 2025, ore 17:00 EET 16ª giornata | U Cluj | – referto | Metaloglobus | Cluj Arena |

| Clinceni 22 novembre 2025, ore 17:00 EET 17ª giornata | Metaloglobus | – referto | Hermannstadt | Stadio Clinceni |

| Ploiești 29 novembre 2025, ore 17:00 EET 18ª giornata | Petrolul Ploiești | – referto | Metaloglobus | Stadio Ilie Oană |

| Clinceni 6 dicembre 2025, ore 17:00 EET 19ª giornata | Metaloglobus | – referto | Farul Costanza | Stadio Clinceni |

| Bucarest 13 dicembre 2025, ore 17:00 EET 20ª giornata | Dinamo Bucarest | – referto | Metaloglobus | Stadio Arcul de Triumf |

| Clinceni 20 dicembre 2025, ore 17:00 EET 21ª giornata | Metaloglobus | – referto | Unirea Slobozia | Stadio Clinceni |

| Bucarest 17 gennaio 2026, ore 17:00 EET 22ª giornata | Rapid Bucarest | – referto | Metaloglobus | Stadio Rapid-Giulești |

| Clinceni 24 gennaio 2026, ore 17:00 EET 23ª giornata | Metaloglobus | – referto | Argeș Pitești | Stadio Clinceni |

| Cluj-Napoca 31 gennaio 2026, ore 17:00 EET 24ª giornata | CFR Cluj | – referto | Metaloglobus | Stadio Dr. Constantin Rădulescu |

| Clinceni 4 febbraio 2026, ore 17:00 EET 25ª giornata | Metaloglobus | – referto | Csíkszereda | Stadio Clinceni |

| Botoșani 7 febbraio 2026, ore 17:00 EET 26ª giornata | Botoșani | – referto | Metaloglobus | Stadio Municipal Botoșani |

| Clinceni 14 febbraio 2026, ore 17:00 EET 27ª giornata | Metaloglobus | – referto | Oțelul Galați | Stadio Clinceni |

| Bucarest 21 febbraio 2026, ore 17:00 EET 28ª giornata | FCSB | – referto | Metaloglobus | Arena Națională |

| Craiova 28 febbraio 2026, ore 17:00 EET 29ª giornata | U Craiova | – referto | Metaloglobus | Stadio Ion Oblemenco |

| Clinceni 7 marzo 2026, ore 17:00 EET 30ª giornata | Metaloglobus | – referto | UTA Arad | Stadio Clinceni |

### Cupa României

#### Turni di qualificazione
| Câmpulung 27 agosto 2025, ore 17:30 EEST Play-off | AFC Câmpulung-Muscel | – referto | Metaloglobus | Stadio Muscelul |

## Statistiche

### Statistiche di squadra
Statistiche aggiornate al 12 agosto 2025 (Liga I esclusa).
| Competizione  | Competizione  | Punti | In casa | In casa | In casa | In casa | In casa | In casa | In trasferta | In trasferta | In trasferta | In trasferta | In trasferta | In trasferta | Totale | Totale | Totale | Totale | Totale | Totale | DR |
| Competizione  | Competizione  | Punti | G       | V       | N       | P       | Gf      | Gs      | G            | V            | N            | P            | Gf           | Gs           | G      | V      | N      | P      | Gf     | Gs     | DR |
| ------------- | ------------- | ----- | ------- | ------- | ------- | ------- | ------- | ------- | ------------ | ------------ | ------------ | ------------ | ------------ | ------------ | ------ | ------ | ------ | ------ | ------ | ------ | -- |
| Liga I        | Prima fase    |       |         |         |         |         |         |         |              |              |              |              |              |              |        |        |        |        |        |        |    |
| Cupa României | Cupa României | -     |         |         |         |         |         |         |              |              |              |              |              |              |        |        |        |        |        |        |    |
| Totale        | Totale        | -     |         |         |         |         |         |         |              |              |              |              |              |              |        |        |        |        |        |        |    |

### Andamento in campionato

#### Prima fase
| Giornata  | 1  | 2  | 3  | 4  | 5  | 6  | 7 | 8 | 9 | 10 | 11 | 12 | 13 | 14 | 15 | 16 | 17 | 18 | 19 | 20 | 21 | 22 | 23 | 24 | 25 | 26 | 27 | 28 | 29 | 30 |
| --------- | -- | -- | -- | -- | -- | -- | - | - | - | -- | -- | -- | -- | -- | -- | -- | -- | -- | -- | -- | -- | -- | -- | -- | -- | -- | -- | -- | -- | -- |
| Luogo     | C  | T  | C  | T  | C  | T  | C | T | C | T  | C  | T  | C  | C  | T  | T  | C  | T  | C  | T  | C  | T  | C  | T  | C  | T  | C  | T  | T  | C  |
| Risultato | P  | N  | P  | P  | P  | P  |   |   |   |    |    |    |    |    |    |    |    |    |    |    |    |    |    |    |    |    |    |    |    |    |
| Posizione | 14 | 12 | 15 | 15 | 15 | 15 |   |   |   |    |    |    |    |    |    |    |    |    |    |    |    |    |    |    |    |    |    |    |    |    |

Legenda:

Luogo: C = Casa; T = Trasferta. Risultato: V = Vittoria; N = Pareggio; P = Sconfitta.

### Statistiche dei giocatori
Sono in corsivo i calciatori che hanno lasciato la società a stagione in corso.
Statistiche aggiornate al 12 agosto 2025 (Liga I esclusa).
| Giocatore      | Liga I   | Liga I | Liga I      | Liga I     | Cupa României | Cupa României | Cupa României | Cupa României | Totale   | Totale | Totale      | Totale     |
| Giocatore      | Presenze | Reti   | Ammonizioni | Espulsioni | Presenze      | Reti          | Ammonizioni   | Espulsioni    | Presenze | Reti   | Ammonizioni | Espulsioni |
| -------------- | -------- | ------ | ----------- | ---------- | ------------- | ------------- | ------------- | ------------- | -------- | ------ | ----------- | ---------- |
| M. Abbey       | 0        | 0      | 0           | 0          | 0             | 0             | 0             | 0             | 0        | 0      | 0           | 0          |
| C. Achim       | 0        | 0      | 0           | 0          | 0             | 0             | 0             | 0             | 0        | 0      | 0           | 0          |
| R. Banu        | 0        | 0      | 0           | 0          | 0             | 0             | 0             | 0             | 0        | 0      | 0           | 0          |
| A. Camara      | 0        | 0      | 0           | 0          | 0             | 0             | 0             | 0             | 0        | 0      | 0           | 0          |
| G. Caramalău   | 0        | 0      | 0           | 0          | 0             | 0             | 0             | 0             | 0        | 0      | 0           | 0          |
| B. Carvalho    | 0        | 0      | 0           | 0          | 0             | 0             | 0             | 0             | 0        | 0      | 0           | 0          |
| G. Dumitru     | 0        | 0      | 0           | 0          | 0             | 0             | 0             | 0             | 0        | 0      | 0           | 0          |
| E. Fernandes   | 0        | 0      | 0           | 0          | 0             | 0             | 0             | 0             | 0        | 0      | 0           | 0          |
| G. Gavrilaș    | 0        | 0      | 0           | 0          | 0             | 0             | 0             | 0             | 0        | 0      | 0           | 0          |
| A. Gheorghe    | 0        | 0      | 0           | 0          | 0             | 0             | 0             | 0             | 0        | 0      | 0           | 0          |
| D. Huiban      | 0        | 0      | 0           | 0          | 0             | 0             | 0             | 0             | 0        | 0      | 0           | 0          |
| A. Irimia      | 0        | 0      | 0           | 0          | 0             | 0             | 0             | 0             | 0        | 0      | 0           | 0          |
| D. Irimia      | 0        | 0      | 0           | 0          | 0             | 0             | 0             | 0             | 0        | 0      | 0           | 0          |
| C. Kouadio     | 0        | 0      | 0           | 0          | 0             | 0             | 0             | 0             | 0        | 0      | 0           | 0          |
| L. Liș         | 0        | 0      | 0           | 0          | 0             | 0             | 0             | 0             | 0        | 0      | 0           | 0          |
| R. Milea       | 0        | 0      | 0           | 0          | 0             | 0             | 0             | 0             | 0        | 0      | 0           | 0          |
| J. Morais      | 0        | 0      | 0           | 0          | 0             | 0             | 0             | 0             | 0        | 0      | 0           | 0          |
| R. Neacșu      | 0        | 0      | 0           | 0          | 0             | 0             | 0             | 0             | 0        | 0      | 0           | 0          |
| C. Nedelcovici | 0        | 0      | 0           | 0          | 0             | 0             | 0             | 0             | 0        | 0      | 0           | 0          |
| O. Pašagić     | 0        | 0      | 0           | 0          | 0             | 0             | 0             | 0             | 0        | 0      | 0           | 0          |
| D. Sabater     | 0        | 0      | 0           | 0          | 0             | 0             | 0             | 0             | 0        | 0      | 0           | 0          |
| A. Sava        | 0        | 0      | 0           | 0          | 0             | 0             | 0             | 0             | 0        | 0      | 0           | 0          |
| A. Sârbu       | 0        | 0      | 0           | 0          | 0             | 0             | 0             | 0             | 0        | 0      | 0           | 0          |
| A. Soare       | 0        | 0      | 0           | 0          | 0             | 0             | 0             | 0             | 0        | 0      | 0           | 0          |
| C. Toma        | 0        | 0      | 0           | 0          | 0             | 0             | 0             | 0             | 0        | 0      | 0           | 0          |
| D. Ubbink      | 0        | 0      | 0           | 0          | 0             | 0             | 0             | 0             | 0        | 0      | 0           | 0          |
| S. Višić       | 0        | 0      | 0           | 0          | 0             | 0             | 0             | 0             | 0        | 0      | 0           | 0          |
| Y. Zakir       | 0        | 0      | 0           | 0          | 0             | 0             | 0             | 0             | 0        | 0      | 0           | 0          |